# 1960年ローマオリンピックのバスケットボール競技
1960年ローマオリンピックのバスケットボール競技（1960ねんローマオリンピックのバスケットボールきょうぎ）は、1960年8月26日から9月10日まで、イタリアのローマで開催された1960年ローマオリンピックにおける、バスケットボール競技の詳細である。
この大会に限り決勝ラウンドもラウンドロビン方式で行われた。

## 最終成績
| 順位 | 国・地域         |
| ---- | ---------------- |
| 1位  | アメリカ合衆国   |
| 2位  | ソビエト連邦     |
| 3位  | ブラジル         |
| 4位  | イタリア         |
| 5位  | チェコスロバキア |
| 6位  | ユーゴスラビア   |
| 7位  | ポーランド       |
| 8位  | ウルグアイ       |
| 9位  | ハンガリー       |
| 10位 | フランス         |
| 11位 | フィリピン       |
| 12位 | メキシコ         |
| 13位 | プエルトリコ     |
| 14位 | スペイン         |
| 15位 | 日本             |
| 16位 | ブルガリア       |